# Moxico
Moxico är den största provinsen i Angola med en yta på 223 023 km² och en befolkning på cirka727 000 invånare. Provinsen gränsar till Kongo i norr och Zambia i öster. Delstatens huvudstad är Luena.

## Historia
Under självständighetskriget pågick ett gerillakrig i Moxico. Befrielserörelsen UNITA bildades i Zambia. Tillsammans med MPLA öppnades den ”östra fronten” 1966 under ledning av Daniel Chipenda. De portugisiska kolonisterna angreps och gerillaarmén trängde långt in i Angola. Den ekonomiskt viktiga provinsen Bié hotades och den portugisiska kolonialarmén omgrupperades från provinser i nord och väst. Sydafrika skickade också in trupper i området.

## Geografi
I provinsen växer huvudsakligen savannskog och klimatet i provinsen är fuktigt och subtropiskt. Zambeziflodens källor ligger i nordvästra Zambia cirka 50 km från gränsen till Angola. Floden rinner via ett vattenfall in i Moxico och avvattnar Lago Dilolo och hela provinsen via floderna Luena, Lungué-Bungo, Luio och Luanginga och fortsätter in i Zambia till Indiska oceanen. Vid Dilolo, Angolas största sjö ligger Cameia Nationalpark.

### Kommuner
I provinsen ligger följande kommuner.
- Alto Zambeze
- Bundas
- Camanongue
- Cameia
- Léua
- Luau
- Luacano
- Luchazes
- Moxico

## Ekonomi

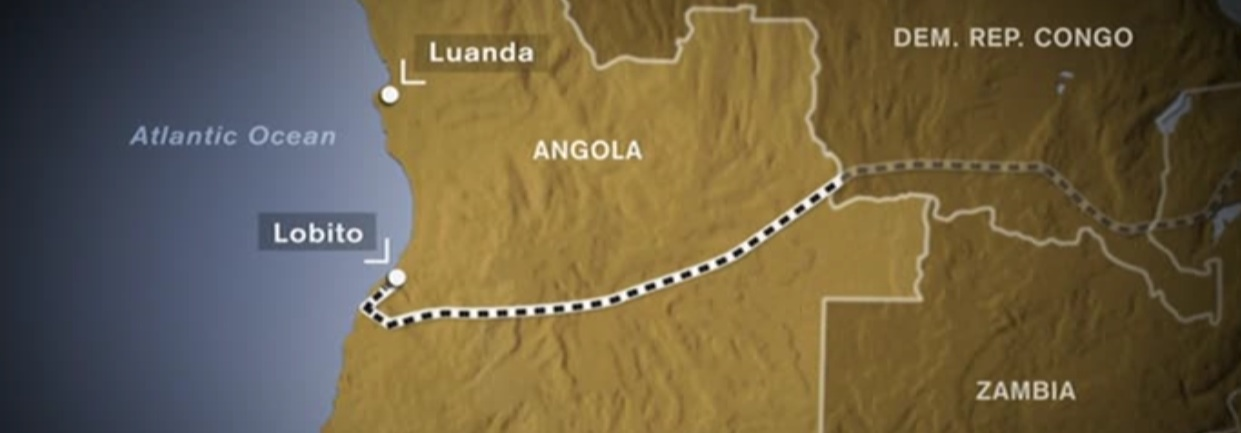
Benguelajärnvägen

Jord- och skogsbruk sysselsätter många människor i provinsen. Bland annat odlas sötpotatis, citrus , solros , ris , kassava , majs. Skogsbruket är omfattande och det mesta fraktas ner till kusten och exporteras. 
Gruvindustrin är omfattande, mineraler som bryts är kol, koppar, mangan, järn, diamanter, guld, wolfram, tenn, molybden och uran.
Benguelajärnvägen  går genom provinshuvudstaden Luena och vidare in i DR Congo och Zambia. Luena har också en flygplats för inrikesflyget.

## Demografi
I provinsen finns flera etniska grupper: Chokwe, Lwena, Ovimbundu, Lunda, Mbundu och Nganguela. Det vanligaste språket i provinsen är Chokwe.